# Сен Лорен (река)
Сен Лорен (фр. Fleuve Saint-Laurent, енгл. Saint Lawrence River), у неким старијим изворима и река Светог Ловре, је река која протиче кроз Канаду и САД. Дуга је 965 km. Пролази кроз две канадске покрајине Онтарио и Квебек, а једним делом свог тока чини државну границу између канадске провинције Онтарио и америчке државе Њујорка. Улива се у залив Сен Лорен. Река повезује Велика језера са Атлантским океаном.
Река Сен Лорена проглашена је за најбоље место на свету за риболов на гргеча од стране магазина "Басмастер". Име носи по старохришћанском свецу светом Лаврентију.

## Географија
Сен Лорен настаје из језера Онтарио као отока код места Кингстон и Вучјих острва.
Одатле даље пролази поред Гананоке, Броквила у Онтарију, Огденсбурга и Месене у Њујорку, Корнвола у Онтарију, па пролази кроз велике градове у Квебеку: Монтреал, Троа Ривјер и Квебек, пре него што се улије у Залив Сен Лорен.
Укупна дужина са најдужом притоком му је 3.058 km, а од језера Онтарио до ушћа дужина реке је 1.197 km. Притока за коју се сматра да је најдаље и може се на неки начин сматрати извором је Норт Ривер у америчкој држави Минесота. Дренажна површина реке, која укључује и подручје Великих језера, највећег слатководног система, износи 1,03 милиона km². Просечан проток на ушћу је 10.400 m³/s.
Река на свом путу од језера Онтарио укључује још неколико мањих језера у Квебеку и три архипелага; Хиљаду острва, поред Кингстона у Онтарију, Хохелага архипелаг код Монтреала и архипелаг Минган код Квебека.
Језеро Шамплејн, реке Отава, Ришеље и Сагенеј се уливају у реку Сен Лорен.
Река Сен Лорен пролази кроз сеизмички активну зону, која је познатија под именом Напрслина светог Лоренца (Saint Lawrence rift system)

## Историја
Кроз историју Залив Сен Лорен био је много пута посећиван. Од познатих морепловаца вреди напоменути Џона Кабота и Жака Картјеа, а забележене су и посете баскијских рибара.
Први познати европски истраживач који је упловио у сам залив и даље уз реку је био Жак Картје. Он је уз помоћ два сина ирокешког поглавице Донакона, 1535. године, на свон другом путу за Канаду, на дан светог Лоренца (Сен Лорен на француском) упловио у воде Сен Лорена. На основу овога је и река добила своје име. Обале реке биле су насељене Индијанцима из племена Ирокези, који су често били називани Ирокези светог Лоренца. Ирокези су иначе представљали лабав племенски савез америчких Индијанаца из североисточних шума Северне Америке, а већином су живели у подручјима данашње државе Њујорк.
Као река која се делом налази у Америци, њено име је једно од шест најстаријих топонима које имају европско порекло
Да би описали водени ток реке, до раних година 16. века, Французи су за ову реку од залива до Монтреала и даље за данашњу реку Отава користили назив Канадска река (Rivière du Canada). Сен Лорен је после Картјеовог другог путовања и картографисања залива почела да служи европским морепловцима и истраживачима као главни улаз и пут у копно Северне Америке. Први Европљанин који је истражио речне путеве Реке Сем Лорен је био француски истраживач Самјуел де Шамплен.
Због Лашинских брзака (Rapides de Lachine) који се налазе на подручју данашњег канадског града Монтреала, река даље од тог места више није била пловна. Из тог разлога је 1825. године прокопан канал Горње језеро који је заобилазио брзаке и омогућио даљњу пловидбу узводно.
Велики систем канала је, за обезбеђивање што боље пловности, био грађен од 1954. па до 1959. године када је 26. јуна свечано отворен. То је био заједнички пројекат САД и Канаде а на отварању су били краљица Елизабета и амерички председник Ајзенхауер. Овај систем канала сада обезбеђује пловност од Атлантског океана па све до Горњег језера (Lake Superior)).
Током Другог светског рата одиграло се доста сукоба са немачким подморницама, како на самој реци тако и у заливу. Ове битке, које су се непрекидно одвијале током рата биле су познате под називом Битке код светог Лоренца (Battle of the St. Lawrence).

## Резидентни китови
- Белуга (скоро угрожен)
- Уљешура (рањив)
- Грбави кит
- Минке кит
- Кит перајар (угрожен)
- Плави кит (угрожен)
- Паткаста уљешура
- Северноатлантски прави кит (сада ређе због статуса угрожености, али се повећава у регионима Сен Лоренса од 1995. или 1998.[5])[6][7][8][9]
- Гренландски кит (врло повремено, историјски уобичајено)
- Североатлантски сиви кит (искорењен)[10]